# ادوارد هاپر
ادوارد هاپر (به انگلیسی: Edward Hopper) (زاده ۲۲ ژوئیه ۱۸۸۲ - درگذشته ۱۵ می ۱۹۶۷) یک نقاش و چاپگر واقع‌گرای آمریکایی بود. او تأثیرات بسیاری بر نقاشان پاپ و واقع‌گرای دهه‌های ۱۹۶۰ و ۱۹۷۰ گذاشت. نشان‌دادن حس تنهایی، دورافتادگی و بیگانگی بین آدم‌ها و طبیعت از شاخصه‌های کارهای ادوارد هاپر است. سایه و روشن فضا، زاویه‌های بالا با سقف‌های مشخص و معماری خانه‌های رو به دری، پنجره‌های بزرگ و عریض، سرهای فروافتاده، سوژه‌های پشت به بیننده و کشتزارهای پهناور و خالی… اینها بعضی از المان‌های این نقاش عاشق سفر و دوستدار سینما و تنهاست که کشیده شده‌اند؛ تصاویر بی‌حرکت و متفاوت با آمریکای پرجنب‌وجوش و پرازدحام… آدم‌هایی که در سالن سینما، اتاق کار، کنار دریا و در کافه و هتل تنهایند و به هم نگاه نمی‌کنند. زن‌های نقاشی‌هایش بیشتر شبیه به هم‌اند، شاید به این دلیل که همسرش اجازه نمی‌داد غیر از خودش از کسی دیگر پرتره بکشد. هارپر جایی درباره ایده‌های نقاشی‌هایش گفته: اگر بتوانید چیزی را با کلمه بیان کنید، دیگر دلیلی برای کشیدن‌اش وجود ندارد.

## آثار
رستوران نیویورک.
رنگ‌روغن روی بوم، ۱۹۲۲.
دختر پای چرخ خیاطی
رنگ‌روغن روی بوم، ۱۹۲۱.
جاده در مِین
رنگ‌روغن روی بوم، ۱۹۱۴.
دکوراسیون تابستانه
رنگ‌روغن روی بوم، ۱۹۰۹.
بندر گلوچستر
رنگ‌روغن روی بوم، ۱۹۱۲.
ایستگاه ای‌آی
رنگ‌روغن روی بوم، ۱۹۰۸.
عصر آبی
رنگ‌روغن روی بوم، ۱۹۱۴.
موزه ویتنی هنر آمریکایی
شراب‌فروشی
رنگ‌روغن روی بوم، ۱۹۰۹.

## نگارخانه

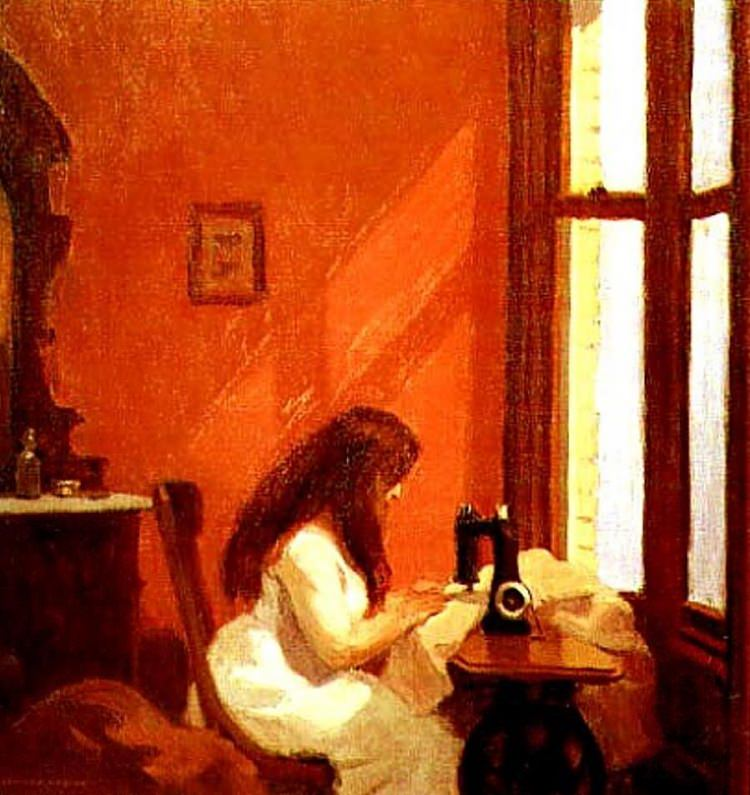
دختر پای چرخ خیاطی رنگ‌روغن روی بوم، ۱۹۲۱ م. موزه تیسن-بورنمیسا
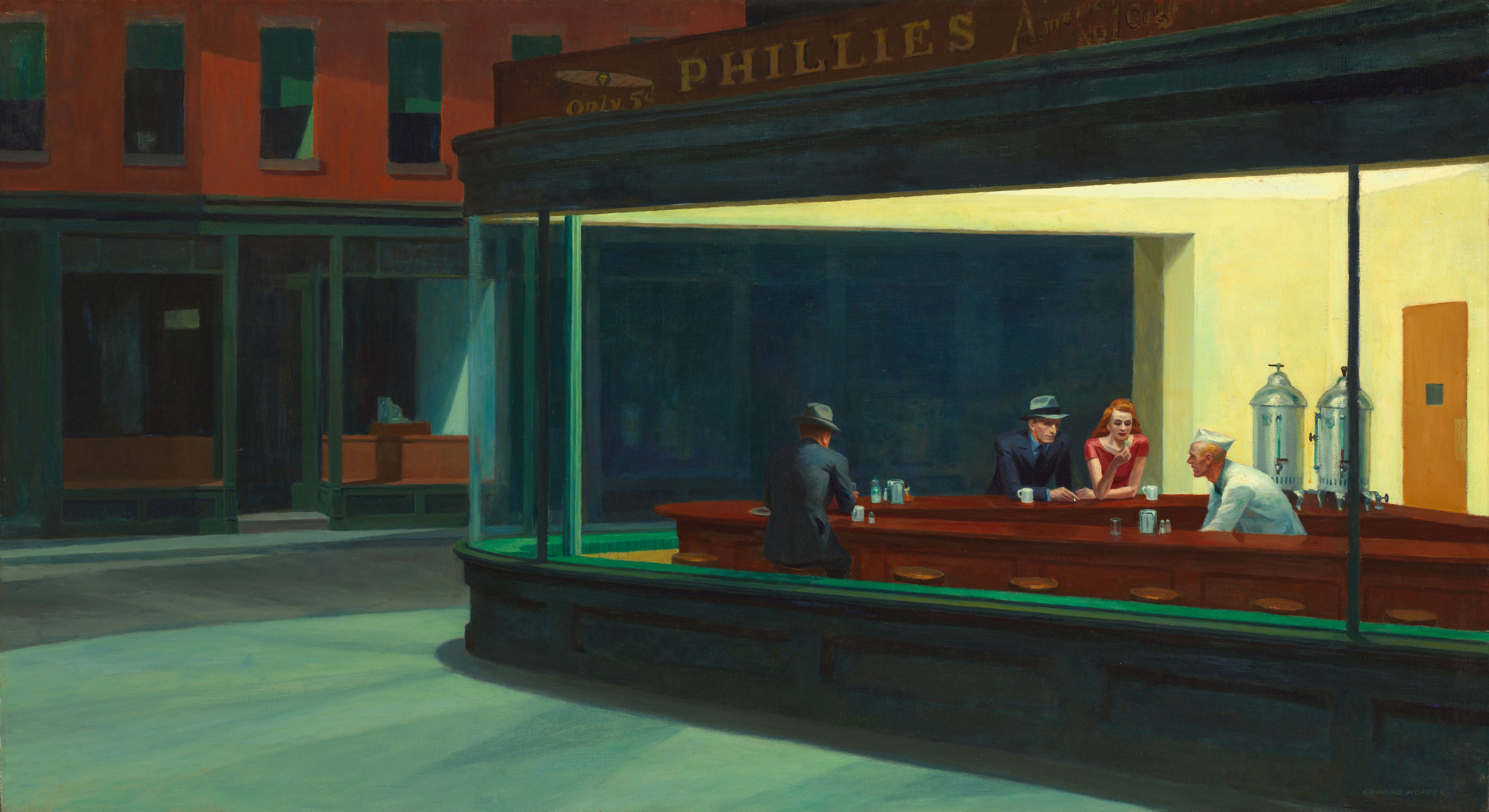
شب‌زنده‌داران رنگ‌روغن روی بوم، ۱۹۴۲ م. مؤسسه هنر شیکاگو
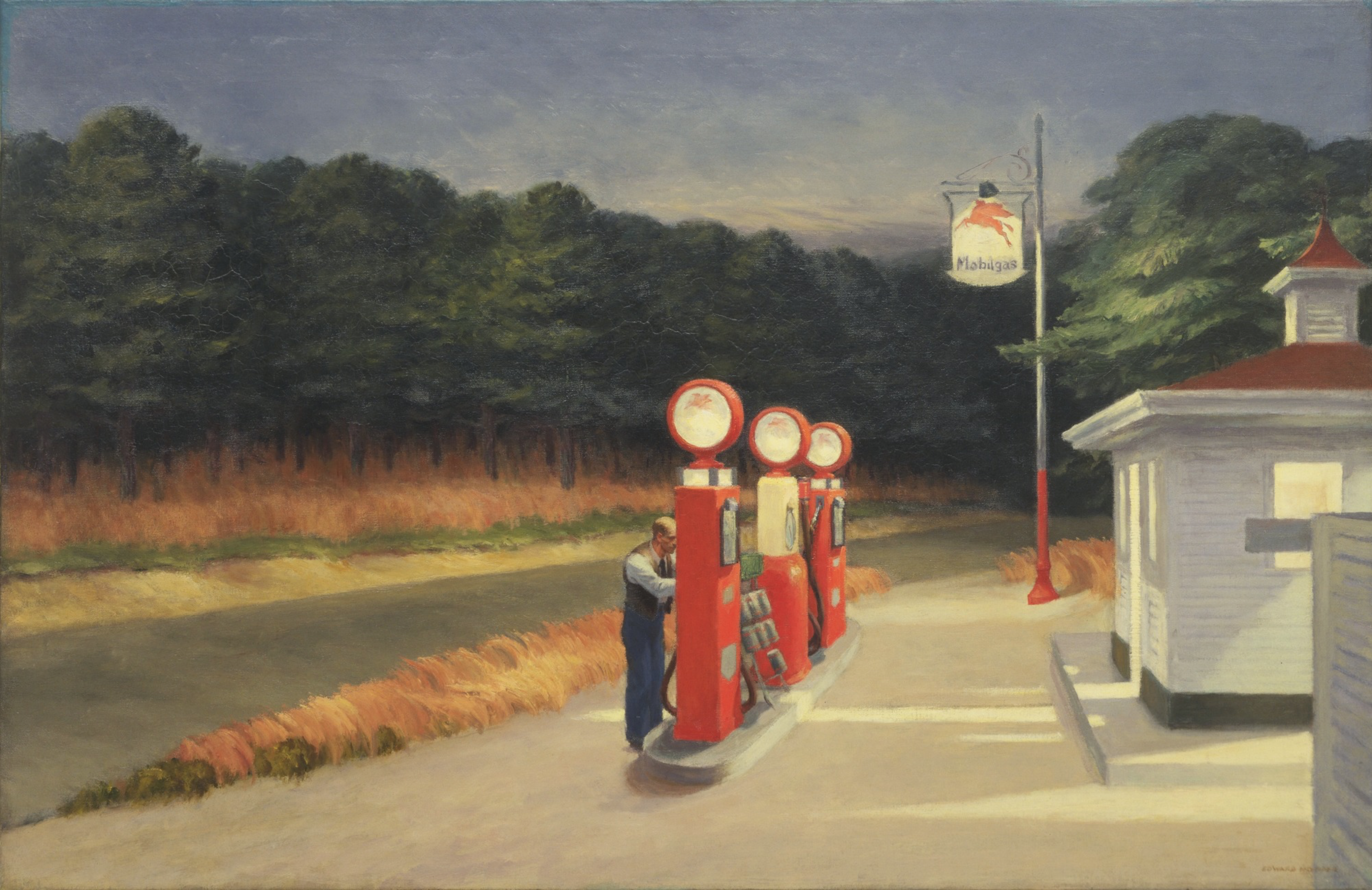
پمپ بنزین رنگ‌روغن روی بوم، ۱۹۴۰ م. موزه هنر مدرن نیویورک
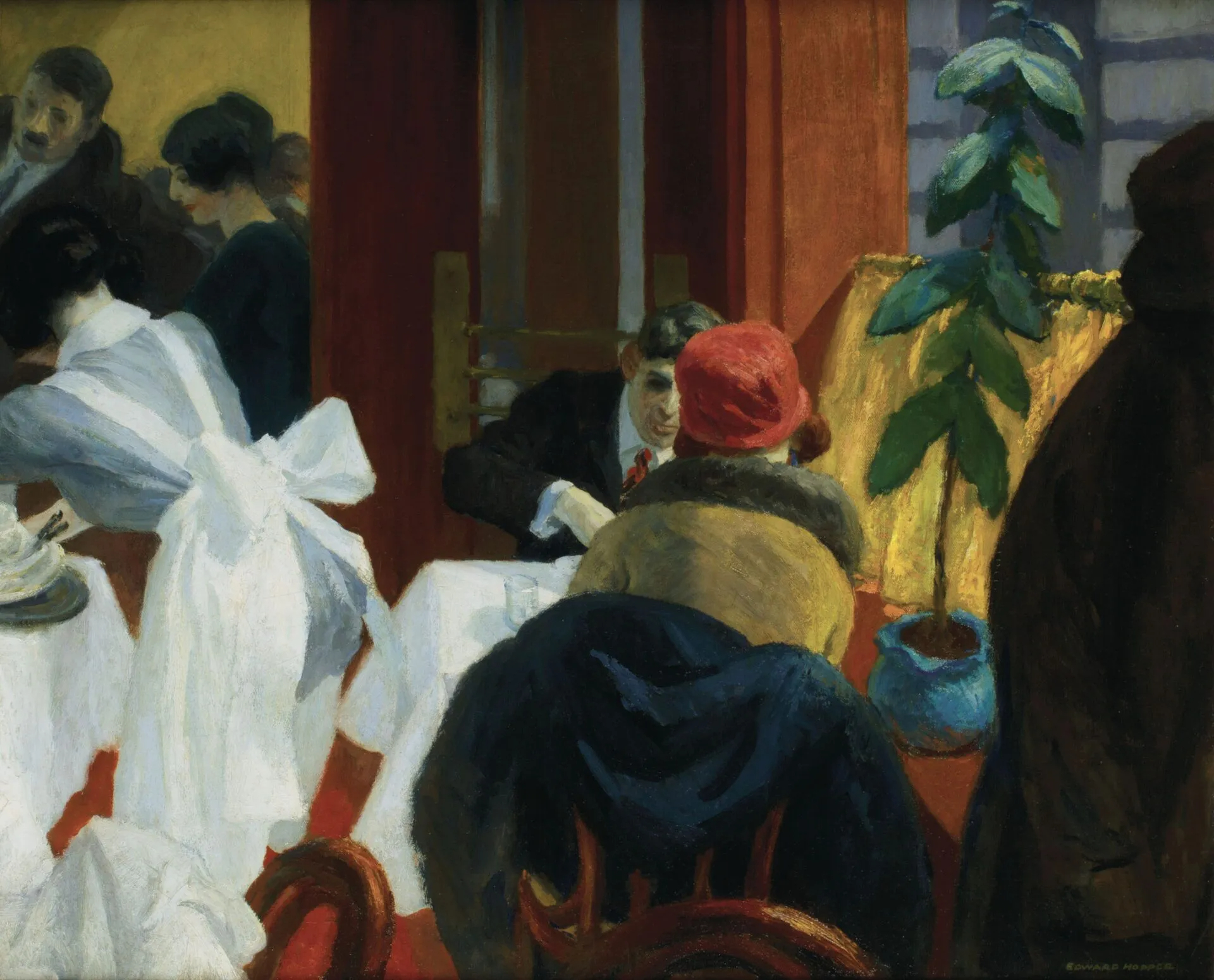
New York Restaurant, 1922.
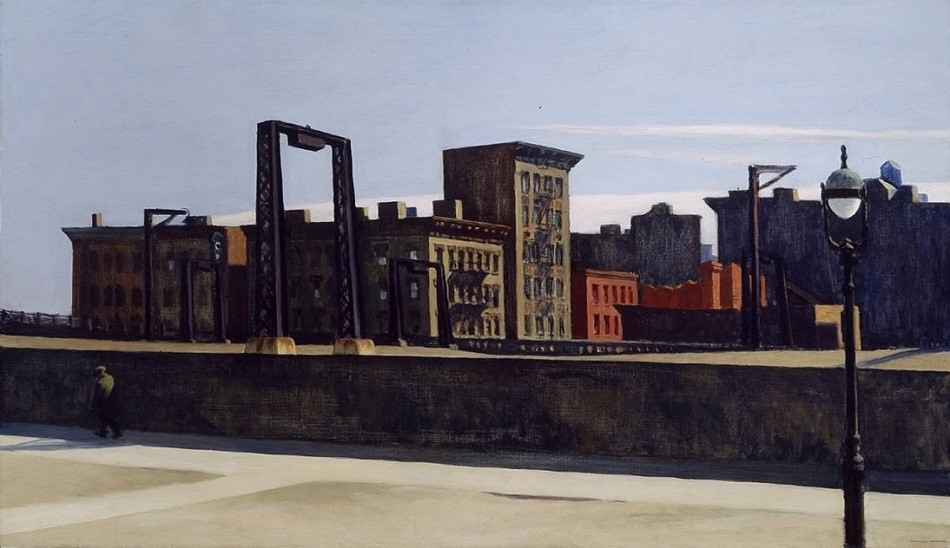
Silta Manhattanilla, 1928.
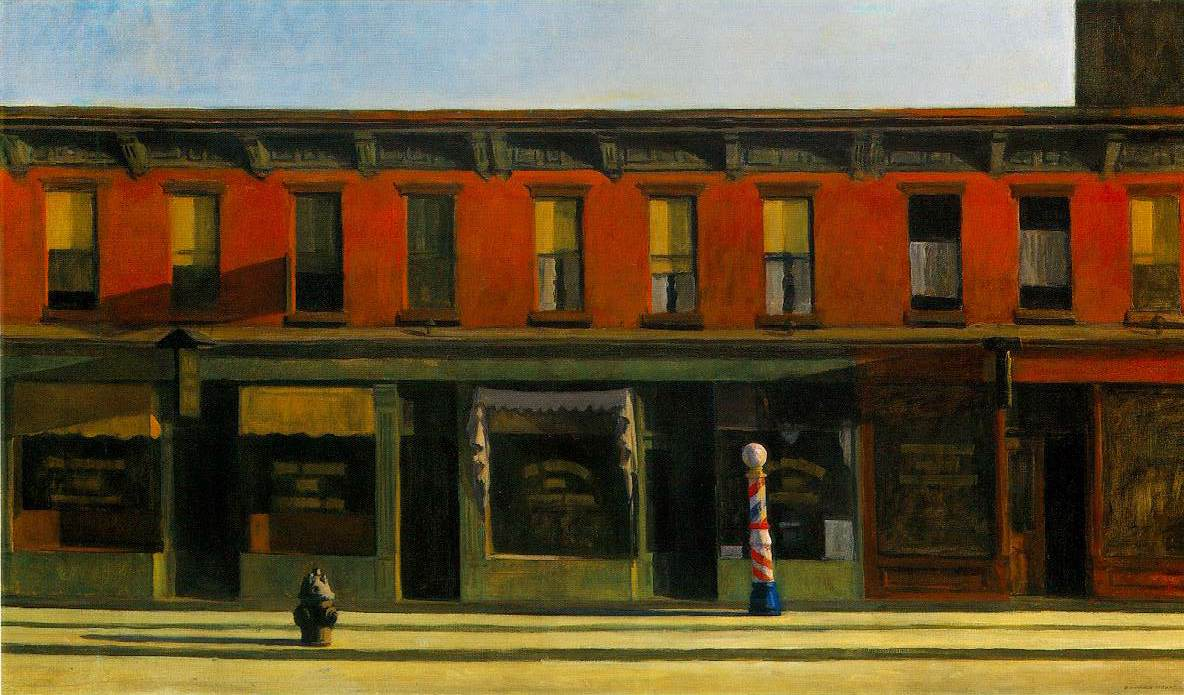
Varhainen sunnuntai-aamu, 1930.
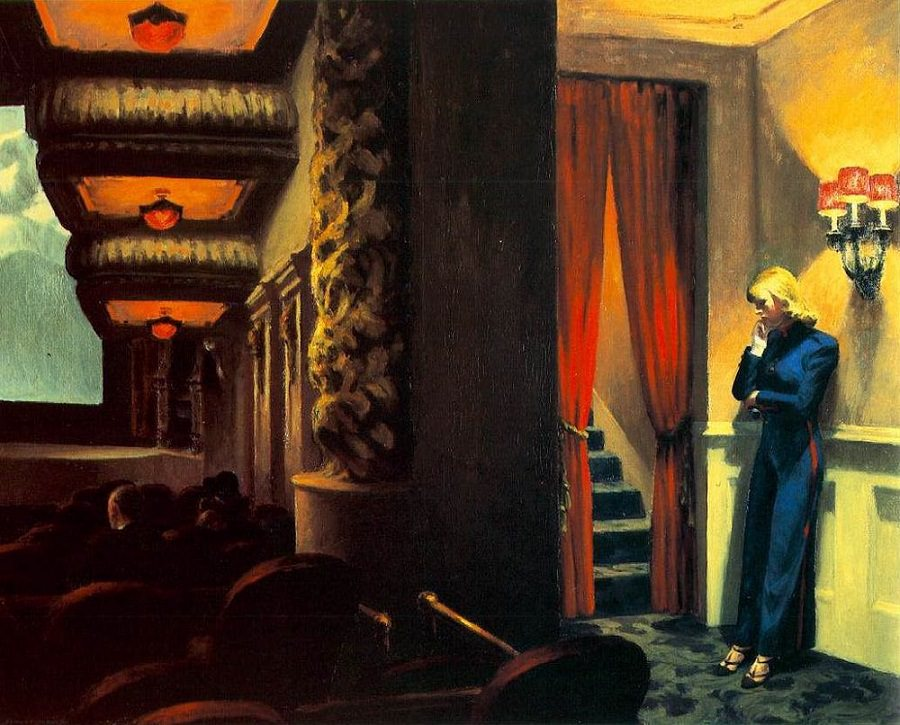
سینمایی در نیویورک, 1939.
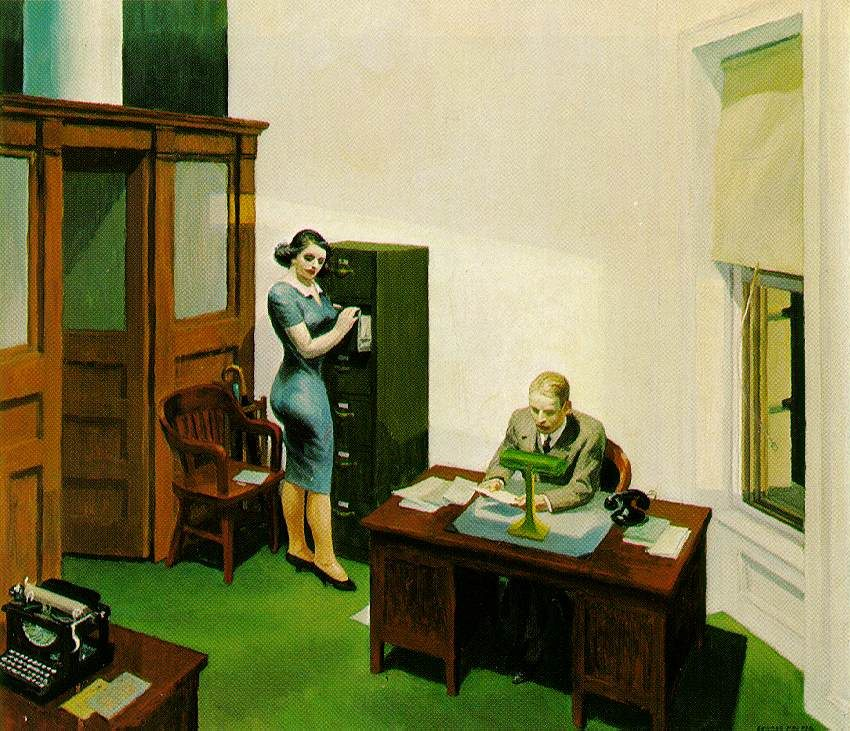
Toimisto yöllä, 1940.